# 90-60-90 modelos
90-60-90 modelos (срп. 90-60-90 манекени) је назив аргетинске теленовеле из 1996. продукцијске куће Телеартеа. Серија је премијерно приказана у Аргентини почетком јануара 1996, на телевизији Канал 9.

## Глумци
- Раул Таибо
- Силвија Кутика
- Наталија Ореиро
- Освалдо Лапорт
- Корахе Абалос
- Флоренсија Белоти
- Данијел Аладеф
- Данијел Алварез
- Андреа Камбел
- Антонио Ариде
- Пабло Седрон
- Сегундо Карнадас
- Марија Карсосимо
- Франсиско Сивит
- Паола дела Торе
- Дијего Дијаз
- Флоренсија Ортиз
- Алдо Пастур
- Пабло Патлис
- Николас Паулс
- Фабијан Пицорино
- Фернандо Ранушио
- Вики Фарина